# 취리히 대학교

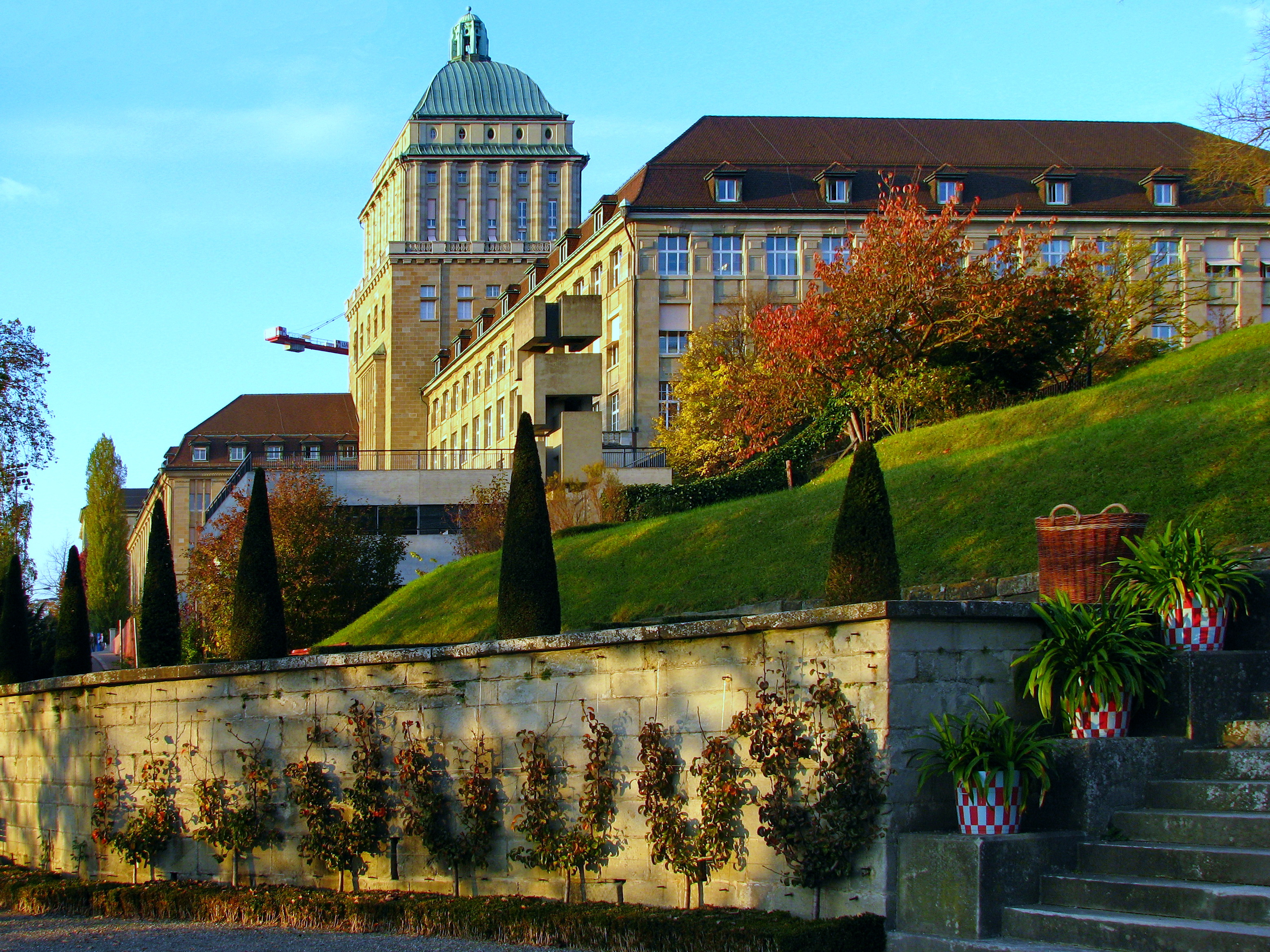
남쪽에서 본 본관 모습

취리히 대학교(독일어: Universität Zürich 우니베르시테트 취리히[*])는 스위스 취리히에 있는 대학교이다. 스위스에서 가장 큰 대학교로 재학생이 25,000명이 넘는다. 1833년 4월 29일에 개교했다. 취리히주에 설립한 공립학교로써, 유럽에서 군주나 종교기관이 아닌 주 단위 정부에 의해 설립된 최초의 대학교이다. 한국의 동문으로는 한상억, 박상봉 교수가 있다.